# 平廣溪
平廣溪，又稱藍夢溪，位於台灣北部，屬於淡水河水系，為新店溪的支流，全長約7.5公里，流域分佈於新北市新店區西南部，發源於獅頭山、加久嶺、平廣山和拔刀爾山，向東北流經平廣，於廣興入新店溪。
藍夢溪水質清澈、河床平坦，溪流環境純淨天然，沿途多處短瀑布、淺灘等河流景觀，沿溪設有平廣溪生態步道。
藍夢溪匯流進新店溪後，在這地區形成更寬廣的水域，而下方直潭壩攔水成湖，形成「濛濛湖」。在直潭壩未建成之前，這片谷地廣闊，兩岸山崖聳立，稱為濛濛谷。後來水壩建蓋後，集水區由直潭至屈尺，形成一脈寬廣無垠的水域，稱為濛濛湖。